# 豕果蝠
豕果蝠（學名：Aproteles bulmerae），又譯巴默果蝠，哺乳綱、翼手目、狐蝠科豕果蝠屬下的單屬種。而與豕果蝠同科的動物尚有斑翅果蝠、寬齶狐蝠、番果蝠、菲果蝠等之數種哺乳動物。
該物種是目前發現體型最大的穴居型蝙蝠，特徵是缺乏門齒。繁殖期一年一次，雌性3歲達性成熟。1993年族群數量約有160隻。

## 發現與命名
1975年，巴布亞新幾內亞大學的生物學教授吉姆‧曼基斯在欽布省的一處洞穴發現距今12000年的豕果蝠骨骸。他認為這是一種已滅絕的巨型蝙蝠，並將其命名為Aproteles bulmerae，屬名Aproteles意為「前端不完整」；種小名則是紀念發現該洞穴的考古學家蘇珊‧巴默。
1977年，人類學家大衛‧辛德曼在沃普凱敏人的協助下，於路普路普文騰洞穴(Luplupwintem)首次發現活的豕果蝠。然而在尚未取得活體標本前，該地的豕果蝠族群已因獵人的濫捕瀕臨滅絕。直至十年後，澳洲動物學家提姆‧富蘭納瑞（页面存档备份，存于）才再次於路普路普文騰發現復興的豕果蝠族群。